# NGC 7577
NGC 7577 est une galaxie spirale (?) relativement éloignée et située dans la constellation de Poissons. Sa vitesse par rapport au fond diffus cosmologique est de 11 591 ± 26 km/s, ce qui correspond à une distance de Hubble de 171,0 ± 12,0 Mpc (∼558 millions d'al). NGC 7577 a été découverte par l'astronome français Guillaume Bigourdan en 1885.
Cette galaxie a fait l'objet de très peu d'études. En fait, aucun article scientifique n'a été publié pour cette galaxie selon Google Scholar. De plus, l'image obtenue du relevé SDSS ainsi que celle des autres relevés sont très floues et ne montrent nullement de bras spiraux dans cette galaxie. Sa classification de galaxie spirale est donc incertaine.